# (4104) Alu
(4104) Alu ist ein Asteroid des Hauptgürtels, der am 5. März 1989 von der US-amerikanischen Astronomin Eleanor Helin am Palomar-Observatorium (IAU-Code 675) entdeckt wurde.
Der Asteroid wurde nach dem US-amerikanischen Musiker, Komponisten und Amateurastronomen Jeff T. Alu benannt, der am Planet-Crossing Asteroid Survey des Palomar-Observatoriums mitarbeitete und dabei mehrere Erdbahnkreuzer und Hauptgürtelasteroiden aufspürte.